# تحلیل‌گر صوت

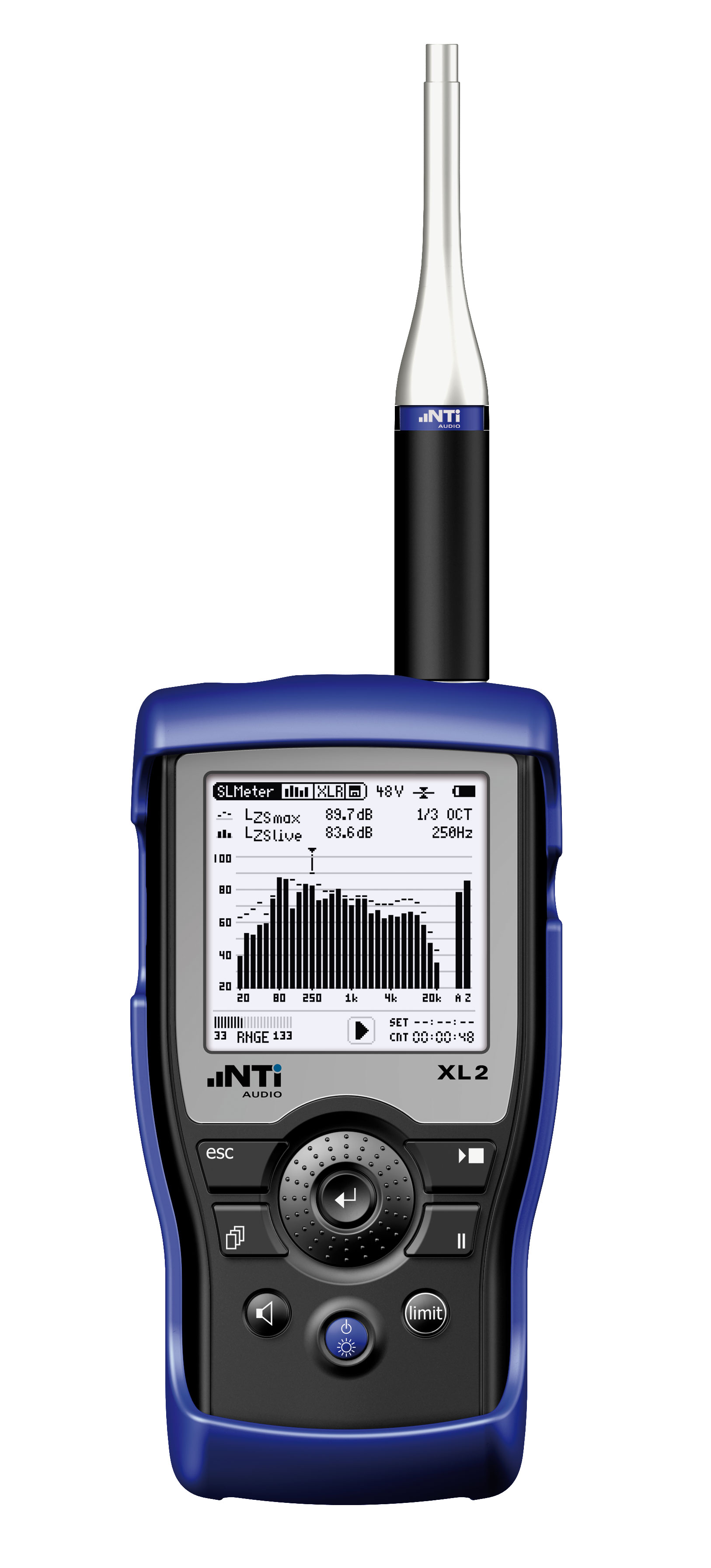
NTi Audio XL2 با میکروفون M4260

تحلیل‌گر صوت (به انگلیسی: Audio analyzer) یک ابزار تست و اندازه‌گیری است که برای سنجش عینی کارایی صوتی دستگاه‌های الکترونیکی و الکترو آکوستیک مورد استفاده قرار می‌گیرد. معیارهای کیفیت صوتی طیف گسترده‌ای از پارامترها از جمله سطح، بهره، نویز، اعوجاج هارمونیک و میان‌مدگردانی، پاسخ فرکانسی، فاز نسبی سیگنال‌ها، هم‌شنوی و موارد دیگر را پوشش می‌دهند. علاوه بر این، بسیاری از تولیدکنندگان شرایط لازمی برای رفتار و اتصال دستگاه‌های صوتی دارند که نیاز به آزمایش و تأیید خاص دارند.
تجزیه و تحلیل صوت مستلزم این است که دستگاه مورد آزمایش سیگنال محرکی از خصوصیات شناخته شده را دریافت کند، که با استفاده از آن می‌توان سیگنال خروجی (پاسخ) را برای تعیین تفاوت‌های بیان شده در اندازه‌گیری‌های خاص توسط تحلیل‌گر، مقایسه کرد. این سیگنال ممکن است توسط خود تحلیل‌گر تولید و کنترل شود یا ممکن است از منبع دیگری (به عنوان مثال، ضبط) حاصل شود، تا زمانی که ویژگی‌های مربوط به اندازه‌گیری مورد نظر تعریف شود.
به عنوان تجهیزات آزمایش و اندازه‌گیری، تحلیل‌گرهای صوت ملزم به ارائه عملکردی فراتر از دستگاه‌های معمولی تحت آزمایش (DUT) هستند. تحلیل‌گرهای صوت با کیفیت بالا باید سطح کم نویز، اعوجاج و تداخل را از بین ببرند تا ارزشمند به نظر برسند، و باید این کار را به‌طور مداوم و با اطمینان انجام دهند تا مورد اعتماد مهندسین و طراحان باشد. به عنوان مثال، در حالی که یک پخش‌کننده سی‌دی تجاری می‌تواند به یک اعوجاج هارمونیک کل به علاوه نویز (THD + N) تقریباً −۹۸ دی‌بی برسد در ۱ کیلو هرتز، یک تحلیل‌گر صوتی با کیفیت بالا ممکن است THD + N را حداقل −۱۲۱ دی‌بی نشان دهد (این عملکرد معمولی مشخص شده از Audio Precision APx555 است).
تحلیل‌گرهای صوت استفاده در توسعه و تولید محصولات را می‌یابند. یک مهندس طراحی در هنگام درک و پالایش عملکرد محصول، آن را بسیار مفید خواهد یافت، در حالی که یک مهندس تولید مایل است آزمایش‌هایی را انجام دهد تا سریعاً تأیید کند که واحدها مشخصات را برآورده می‌کنند. اغلب اوقات تحلیل‌گرهای صوت برای یکی از این دو مورد بهینه می‌شوند.